# Polperro
Polperro är en by och en civil parish i Cornwall i Cornwall i England. Byn är belägen 37,8 km 
från Truro. Orten har 1 198 invånare (2015).